# Isla Blanchard
Isla Blanchard (en inglés: Blanchard Island) es una isla estadounidense en el río Misisipí entre los estados de Illinois y Iowa en las coordenadas geográficas 41°21′17″N 91°03′45″O / 41.35472, -91.06250. Está dentro de los límites jurisdiccionales del condado de Rock Island, Illinois. La isla es uno de los lugares de recreo más populares a lo largo de la cuenca alta del río Misisipi entre Petosi, Wisconsin, y Saverton, Misuri.